# Kvadratiskt medelvärde
Kvadratiskt medelvärde är ett statistiskt mätetal för variationerna hos en storhets belopp. Kvadratiskt medelvärde är särskilt användbart om storhetens värden är både positiva och negativa, som till exempel för sinusformade förlopp. Det kvadratiska medelvärdet kan ses som ett generaliserat medelvärde med p = 2. 
Den engelska beteckningen för kvadratiskt medelvärde är root mean square eller RMS. Inom elektrotekniken kallas det kvadratiska medelvärdet av en växelström eller växelspänning för växelstorhetens effektivvärde.

## Definition
Kvadratiska medelvärdet för en uppsättning värden (eller en tidskontinuerligt varierande vågform) är kvadratroten ur det aritmetiska medelvärdet av kvadraten på dessa värden (eller kvadraten på den funktion som definierar den kontinuerliga vågformen).
I fallet med en mängd av {\displaystyle n} diskreta värden {\displaystyle \{x_{1},x_{2},\dots ,x_{n}\}} ges kvadratiska medelvärdet av
{\displaystyle x_{\mathrm {rms} }={\sqrt {{\frac {1}{n}}\left(x_{1}^{2}+x_{2}^{2}+\cdots +x_{n}^{2}\right)}}}
I fallet när vågformen beskrivs av en kontinuerlig funktion {\displaystyle f(t)} definierad på intervallet  {\displaystyle T_{1}\leq t\leq T_{2}} beräknas kvadratiska medelvärdet som
{\displaystyle f_{\mathrm {rms} }={\sqrt {{1 \over {T_{2}-T_{1}}}{\int _{T_{1}}^{T_{2}}{[f(t)]}^{2}\,dt}}},}
och kvadratiska medelvärdet för en funktion över ett oändligt intervall beräknas som
{\displaystyle f_{\mathrm {rms} }=\lim _{T\rightarrow \infty }{\sqrt {{1 \over {T}}{\int _{0}^{T}{[f(t)]}^{2}\,dt}}}}
Kvadratiska medelvärdet över ett oändligt intervall är för en periodisk funktion lika med kvadratiska medelvärdet för en period av funktionen.

### Exempel
En sinusvåg beskrivs av
{\displaystyle \ x(t)=A\sin(\omega t)}
där {\displaystyle \ A} är amplituden och {\displaystyle \ t} är tiden och {\displaystyle \ \omega } vinkelfrekvensen i radianer per tidsenhet.
Då 
{\displaystyle \omega ={\frac {2\pi }{T}}}
kan kvadratiska medelvärdet skrivas
{\displaystyle x_{\text{rms}}={\sqrt {{1 \over T}\int _{0}^{T}\,A^{2}\sin ^{2}\left({\frac {2\pi }{T}}t\right)\,dt}}={\frac {A}{\sqrt {2\pi }}}{\sqrt {\int _{0}^{2\pi }\,\sin ^{2}(t)\,dt}}}
Med hjälp av likheten
{\displaystyle \int \,\sin ^{2}(t)\,dt={\frac {t}{2}}-{\frac {1}{4}}\sin(2t)+C}
kan kvadratiska medelvärdet beräknas till
{\displaystyle x_{\text{rms}}={\frac {A}{\sqrt {2}}}}

## Kvadratiskt medelvärde för olika vågformer
| Vågform | Ekvation                                                                | Illustration | Kvadratiskt medelvärde                 |
| --- | ----------------------------------------------------------------------- | ------------ | -------------------------------------- |
| Konstant | {\displaystyle y=a\,}                                                   |              | {\displaystyle a\,}                    |
| Sinus | {\displaystyle y=a\sin(2\pi ft)\,}                                      |              | {\displaystyle {\frac {a}{\sqrt {2}}}} |
| Fyrkant | {\displaystyle y={\begin{cases}a&\{ft\}<0.5\\-a&\{ft\}>0.5\end{cases}}} |              | {\displaystyle a\,}                    |
| Triangel | {\displaystyle y=\|2a\{ft\}-a\,\|}                                      |              | {\displaystyle a \over {\sqrt {3}}}    |
| Sågtand | {\displaystyle y=2a\{ft\}-a\,}                                          |              | {\displaystyle a \over {\sqrt {3}}}    |
| {\displaystyle a} är amplituden, {\displaystyle f} är frekvensen, {\displaystyle t} är tiden och {\displaystyle \{ft\}} är decimaldelen av {\displaystyle ft}, d.v.s {\displaystyle 0\leq \{ft\}<1} |                                                                         |              |                                        |

## Summering av kvadratiska medelvärden
Vågformer som bildats genom summering av vågformer, har ett RMS-värde som är roten ur summan av kvadraterna av komponenternas RMS-värden om de ingående vågformerna är ortogonala  (det vill säga, om den genomsnittliga produkten av en av de ingående vågformerna med en annan är noll för alla par andra än en vågform multiplicerad med sig själv):
{\displaystyle RMS_{Totalt}={\sqrt {{RMS_{1}}^{2}+{RMS_{2}}^{2}+\cdots +{RMS_{n}}^{2}}}}
Exempelvis är vågformerna för sinus- och cosinusfunktionen ortogonala då
{\displaystyle \int _{0}^{2\pi }\sin(x)\cos(x)dx=0}
och RMS-värdet för vågformernas summa blir
{\displaystyle {\sqrt {\left({\frac {1}{\sqrt {2}}}\right)^{2}+\left({\frac {1}{\sqrt {2}}}\right)^{2}}}=1}

## Tillämpningar

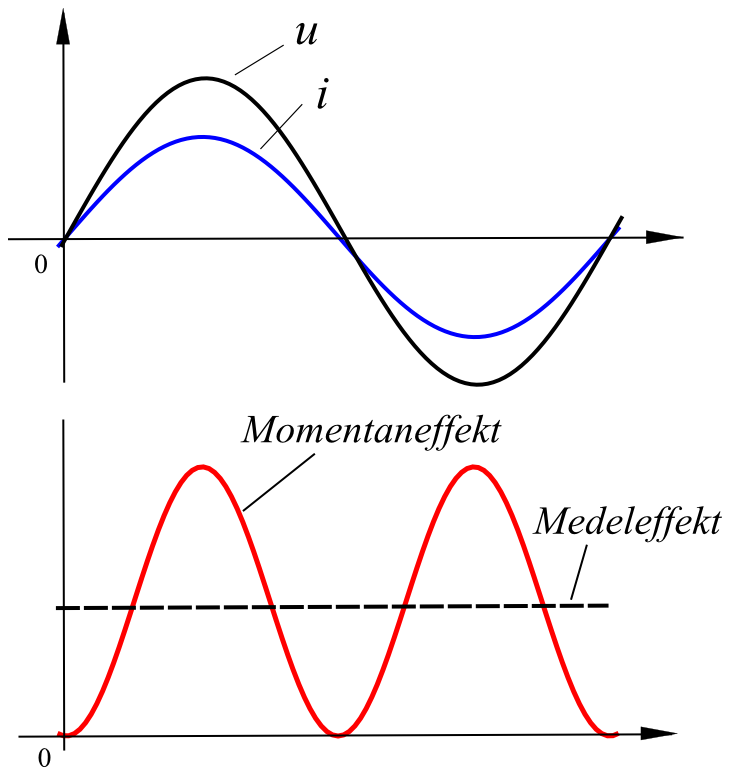
Effektutvecklingen för en sinusformad ström och spänning i en resistor. Momentaneffektens medeleffekt kan beräknas som

Inom fysik och elektroteknik används det kvadratiska medelvärdet för effektberäkningar av svängande system som till exempel elektriska svängningskretsar, akustiska vågor, ledningsresonatorer och hålrumsresonatorer. Villkoret för det kvadratiska medelvärdets användbarhet för effektberäkningar är att det svängande systemets momentaneffekt är proportionell mot kvadraten på systemets momentanvärde. 
För till exempel beräkning av vilken effektutveckling en periodisk växelström orsakar i en resistor med resistansen R, kan växelströmmen representeras av en konstant enligt
{\displaystyle P=RI_{\text{RMS}}^{2}}
där {\displaystyle I_{\text{RMS}}} är växelströmmens RMS-värde vilket kan tolkas som värdet av den likström som i genomsnitt ger samma effektutveckling som växelströmmen. Genom att använda växelströmmens RMS-värde kan således effektproblemet behandlas som ett likströmsproblem.
Om det kvadratiska medelvärdet av den periodiskt varierande spänningen över R är {\displaystyle U_{\text{RMS}}}, vilket kan tolkas som värdet av den likspänning som ger samma genomsnittsliga effektutveckling i R som den periodiska växelspänningen, kan effekten också beräknas som
{\displaystyle P={\frac {U_{\text{RMS}}^{2}}{R}}}
eller
{\displaystyle P=U_{\text{RMS}}I_{\text{RMS}}}

## Jämförelse med andra medelvärden

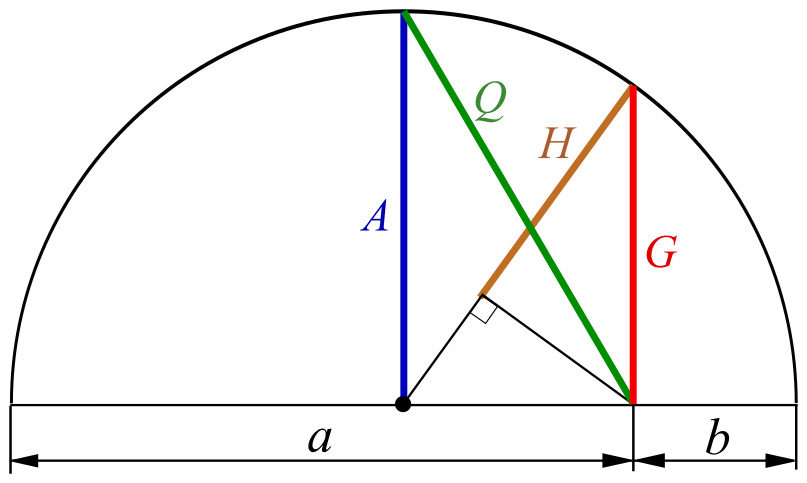
Geometrisk jämförelse av medelvärden

Medelvärden av två tal, a och b, kan konstrueras geometriskt med hjälp av en halvcirkel med diametern a + b.
A: Aritmetiska medelvärdet
Q: Kvadratiska medelvärdet
H: Harmoniska medelvärdet
G: Geometriska medelvärdet
Det framgår att
{\displaystyle {\bar {a}}_{Q}\geq {\bar {a}}_{A}\geq {\bar {a}}_{G}\geq {\bar {a}}_{H}}
Denna ordning gäller även för ett godtyckligt antal tal.